# Siphona hurdi
Siphona hurdi là một loài ruồi trong họ Tachinidae.